# احمد مساجدی
احمد مساجدی (زاده ۱۳۵۵ در بروجرد) بازیکن سابق و مربی فعلی والیبال اهل ایران است. مساجدی سابقه عضویت در تیم ملی والیبال مردان ایران را دارد و در جام جهانی ۱۹۹۸ برای ایران بازی کرده‌است. او در زمان ولاسکو به عنوان مترجم و دستیار تیم ملی ایران فعالیت می کرد. مساجدی از لژیونرهای ایران بود و سابقه بازی در تیم‌های پیکان، ذوب آهن، پتروشیمی بندر امام، اسکووباکن دانمارک، موسی گیبخت بلژیک، الجهرا کویت و اویتا میوشی ژاپن را در کارنامه خود دارد. مساجدی سرمربی شهرداری تبریز و دستیار متین ورامین بود، سابقا به عنوان مربی تیم ملی والیبال ژاپن فعالیت می کرد و اکنون سرمربی گری تیم لیگ برتری ژاپن را بر عهده دارد